# Бібліотечний вісник
«Бібліотечний вісник» — науково-теоретичний та практичний журнал у галузі бібліотекознавства, бібліографознавства, документознавства, книгознавства та інформаційної діяльності. Виходить з 1993 року.
7 жовтня 2015 р. журнал повторно внесений ВАК України до Переліку наукових фахових видань з історичних наук, а 21 грудня 2012 р. — до Переліку фахових видань з соціальних комунікацій.
Зміст журналу розкривається у національній реферативній базі даних «Україніка наукова» та в Українському реферативному журналі «Джерело».
Головним редактором у 1993-2013 роках був Олексій Онищенко, з 2014 року - Володимир Попик. Серед заступників головного редактора були Любов Дубровіна, В. Г. Попроцька.
Окрім звичайних номерів журналу виходять тематичні випуски.
Серед рубрик журналу - «Бібліотечно-інформаційні ресурси», «Бібліотечні фонди та їх введення в науковий і культурний обіг», «Бібліотеки світу», «Збереження фондів», «Бібліотечна освіта», «Публікація однієї пам'ятки».